# Taimuraz Friev
Taimuraz Friev Naskidaeva (Vladikavkaz, URSS, 15 de septiembre de 1986) es un deportista español de origen osetio que compite en lucha libre.
Ganó una medalla de bronce en el Campeonato Mundial de Lucha de 2018, en la categoría de 86 kg. Participó en los Juegos Olímpicos de Río de Janeiro 2016, ocupando el decimotercer lugar en la categoría de 74 kg.

## Palmarés internacional
| Campeonato Mundial | Campeonato Mundial | Campeonato Mundial | Campeonato Mundial |
| Año                | Lugar              | Medalla            | Categoría          |
| ------------------ | ------------------ | ------------------ | ------------------ |
| 2018               | Budapest (Hungría) | Medalla de bronce  | 86 kg              |